# Saad Bguir
Saad Bguir (Tataouine, 22 marzo 1994) è un calciatore tunisino, centrocampista svincolato.

## Carriera

### Club
Cresciuto calcisticamente in patria giocando per Stade Gabèsien ed Espérance, nel 2019 si trasferisce in Arabia Saudita all'Abha.
Vi gioca per cinque stagioni, prima di trasferirsi, nel 2024, all'Al-Wahda.

## Palmarès

### Competizioni nazionali
- Campionato tunisino: 3

Espérance: 2016-2017, 2017-2018, 2018-2019
- Coppa di Tunisia: 1

Espérance: 2015-2016

### Competizioni internazionali
- CAF Champions League: 2

Espérance: 2018, 2018-2019
- Coppa dei Campioni araba per club: 1

Espérance: 2017